# 2441 Hibbs
2441 Hibbs è un asteroide della fascia principale. Scoperto nel 1979, presenta un'orbita caratterizzata da un semiasse maggiore pari a 2,4092172 UA e da un'eccentricità di 0,1933510, inclinata di 3,74217° rispetto all'eclittica.
Dal 13 ottobre 1981 all'11 dicembre 1981, quando 2459 Spellmann ricevette la denominazione ufficiale, è stato l'asteroide denominato con il più alto numero ordinale. Prima della sua denominazione, il primato era di 2434 Bateson.
L'asteroide è dedicato ad Al e Marka Hibbs, amici della scopritrice.